# Wassermühle Heesen
Die Wassermühle Heesen (Alte Wassermühle) südlich an der Drepte in der niedersächsischen Gemeinde Hagen im Bremischen, Ortsteil Wulsbüttel-Heesen, Hof Heesen 5, im Landkreis Cuxhaven, stammt vom Ende des 19. Jahrhunderts.
Das Gebäude steht unter Denkmalschutz (siehe auch Liste der Baudenkmale in Hagen im Bremischen).

## Geschichte
Seit dem Mittelalter gab es an diesem Ort einen Adelssitz.
Die Hofanlage an der Drepte und die zugehörige Mühle wurden 1718 erstmals urkundlich erwähnt.
Das zweigeschossige traufständige historisierende Gebäude von um 1880 besteht aus dem massiven verklinkerten Erdgeschoss auf einem Sockel mit rundbogigen Fenstern und dem Obergeschoss in Fachwerk mit Steinausfachungen und Satteldach mit Dachüberstand und Freigespärre im Giebel.
Die Mühle war bis 1956 in Betrieb. Wassermühlen waren im Kreis Wesermünde seltener, aufgrund der zumeist geringen Gefälle der Flüsse und Bäche. Die Mühle wurde früher als Café genutzt, kann aber aktuell nur von außen angesehen werden.
Das Landesdenkmalamt befand u. a.: „… aufgrund der geschichtlichen und städtebaulichen Bedeutung … .“
Die nördliche Hofanlage Heesen 1 mit Wohn- und Wirtschaftsgebäude, Scheune und Schafstall gehört zur Gebäudegruppe bei der Mühle.